# Afromimus
Afromimus – wymarły rodzaj dinozaura, teropoda z grupy ornitomimozaurów.
Skamieniałości nieznanego wcześniej dinozaura, obejmujące pozostałości prawej kończyny dolnej i ogona, znaleziono na pustyni Ténéré w Nigrze w 1997 (miejsce typowe 16° 22’ N, 9° 1’ E, Gadoufaoua). Znajdowały się pośród skał tworzących formację El Rhaz, którą datuje się na apt-alb w kredzie wczesnej. Sereno zwrócił w nich uwagę na szerokie, kształtem przypominające orzecha ziemnego powierzchnie stawowe trzonów środkowych kręgów ogona, na parastrzałkowe doły kontaktujące się z parapofyzami poprzedzającego kręgu, a także na uniesione, prawie trójkątne w kształcie platformy na paliczkach stopy. Cechy te uznał za zaawansowane ewolucyjnie cechy ornitomimozaurów. Jak na przedstawiciela tej grupy Afromimus osiągał średnie rozmiary. Wcześniej z terenów afrykańskich znany był spośród ornitomimozaurów Nqwebasaurus, który jednak wydaje się bazalnym przedstawicielem tej grupy. Jak zauważa Sereno, ornitomimozaury żyły raczej na kontynentach północnych, czego przykład może stanowić odkryty przez polskich paleontologów na pustyni Gobi gallimim, a znaleziska początkowo brane za ornitomimozaury z półkuli południowej bywały uznawane za przedstawicieli innych grup. Choćby tanzański elafrozaur, opisany jako członek ornitomimozaurów, figuruje dziś jako pierwotny ceratozaur. Odwrotna sytuacja miała miejsce, kiedy południowoafrykański Nqwebasaurus, opisany jako pierwotny celurozaur, został w 2001 zaliczony do ornitomimozaurów przez Sereno. O ile jednak uznano go za bazalnego przedstawicieola tej grupy, Afromimus wydaje się bardziej odeń zaawansowany ewolucyjnie i nieco wcześniejszy. Sereno nazwał opisany przez siebie rodzaj, łącząc ze sobą Afro od Afryki i mimus oznaczający naśladowcę. Jako monotypowy rodzaj też obejmuje pojedynczy gatunek, nazwany od miejsca znalezienia A. tenerensis.
Cerroni i współpracownicy (2019), uznając A. tenerensis za ważny takson, jednocześnie nie zgodzili się z opinią Sereno co do pozycji filogenetycznej tego gatunku w obrębie teropodów. Analizując anatomię kręgów ogonowych, szewronów i kości kończyn tylnych A. tenerensis, autorzy stwierdzili, że cechy budowy wskazywane przez Sereno jako dowody jego przynależności do ornitomimozaurów w rzeczywistości występują również u teropodów z grupy ceratozaurów. Cerroni i współpracownicy zwrócili też uwagę na różnice anatomiczne występujące pomiędzy Afromimus a ornitomimozaurami, m.in. występowanie na kręgach ogonowych A. tenerensis krótkich i zakrzywionych wyrostków stawowych przednich (prezygapophysis), które u ornitomimozaurów są wydłużone i nie mają większych zakrzywień (jednocześnie autorzy zwrócili uwagę na występowanie krótkich i zakrzywionych wyrostków stawowych przednich u niektórych ceratozaurów, w tym Ceratosaurus i Viavenator); duży, eliptyczny ślad przyczepu na trzonie kości piszczelowej A. tenerensis, niemający odpowiednika na kościach piszczelowych ornitomimozaurów, ale podobny do śladów przyczepu na kościach piszczelowych niektórych ceratozaurów; nieco zakrzywiony trzon kości piszczelowej u Afromimus, bardziej przypominający kości piszczelowe Masiakasaurus i Velocisaurus niż proste kości piszczelowe ornitomimozaurów; wydłużony grzebień strzałkowy kości piszczelowej, sięgający aż do końca bliższego kości piszczelowej – inaczej niż u tetanurów (w tym ornitomimozaurów), u których grzebień strzałkowy kości piszczelowej jest oddzielony od końca bliższego kości wgłębieniem, a podobnie jak u teropodów nienależących do tetanurów; stosunkowo niski wyrostek wstępujący (ascending process) kości skokowej, będący cechą plezjomorficzną występującą u wielu grup teropodów, w tym abelizauroidów, ale niewystępującą u ornitomimozaurów, u których ten wyrostek jest wysoki i szeroki; częściowy zrost kości skokowej i piętowej z kością piszczelową, występujący też u niektórych abelizauroidów, ale nieznany u ornitomimozaurów; duży krętarz kości strzałkowej będący miejscem przyczepu mięśnia biodrowo-strzałkowego (jak u ceratozaurów; u ornitomimozaurów niewielki), oddalony od grzebienia piszczelowego kości strzałkowej (jak u abelizauroidów; u ornitomimów te struktury zrastają się); oraz rozszerzony koniec dalszy kości strzałkowej (inaczej niż u celurozaurów, w tym w szczególności ornitomimozaurów, ale podobnie jak u abelizauroidów), przykrywający i stykający się z wyrostkiem wstępującym kości skokowej (cecha plezjomorficzna, występująca też u ceratozaurów i celofyzoidów).
Według Cerroniego i współpracowników (2019) określenie dokładnej pozycji filogenetycznej A. tenerensis utrudnia niekompletność jego materiału kopalnego, jednak wszystkie przeprowadzone przez autorów analizy filogenetyczne wykazują jego przynależność do ceratozaurów. Z analizy przeprowadzonej na podstawie macierzy danych z analizy Carrano i współpracowników (2012) wynika, że Afromimus był abelizauroidem pozostającym w nierozwikłanej politomii z pozostałymi przedstawicielami tej grupy. Z analizy opartej na macierzy danych z analizy Pola i Rauhuta (2012) zmodyfikowanej przez Brissóna Egliego, Agnolína i Novasa (2016) wynika, że Afromimus był noazaurem pozostającym w nierozwikłanej politomii z pozostałymi przedstawicielami tej rodziny. Z kolei z analizy opartej na macierz danych z analizy Choiniere'a i współpracowników (2012) wynika, że Afromimus był taksonem siostrzanym do rodzaju Masiakasaurus; zaliczenie go do ornitomimozaurów wymagałoby wydłużenia drzewa filogenetycznego o 4 stopnie. Zdaniem Cerroniego i współpracowników w związku z prawdopodobną przynależnością Afromimus do abelizauroidów i niepewnością co do pozycji filogenetycznej Nqwebasaurus nie ma niebudzących wątpliwości dowodów występowania ornitomimozaurów na obszarze Gondwany. Cerroni i współpracownicy zgadzają się z Sereno co do tego, że Afromimus był smukłym teropodem o długich kończynach, wskazując przy tym, że podobną budowę ciała miały też takie abelizauroidy jak Elaphrosaurus czy noazaury. Odkrycie A. tenerensis dowodzi zdaniem autorów, że abelizauroidy o takiej budowie ciała były bardziej zróżnicowane, niż pierwotnie zakładano.